# Calceolaria elatior
Calceolaria elatior är en toffelblomsväxtart som beskrevs av August Heinrich Rudolf Grisebach. Calceolaria elatior ingår i släktet toffelblommor, och familjen toffelblomsväxter. Inga underarter finns listade i Catalogue of Life.